# 賀謹
賀謹（1959年8月7日—2024年11月12日 ），加拿大外交及政治人物，前任加拿大駐德國大使，2017年-22年間為第36任卑詩省省長，2014年-22年間任職卑詩新民主黨黨魁，2005年-23年間為卑詩省議會議員，代表蘭福德—胡安德富卡選區（Langford-Juan de Fuca）及其前身。他於2014年5月成為卑詩新民主黨黨魁和官方反對黨黨魁，2017年省選後在卑詩綠黨支持下籌組新民主黨少數政府，同年7月18日宣誓就任省長。
他於2024年11月12日在維多利亞因癌症去世，享年65歲。

## 早年生活
賀謹於1959年在卑詩省維多利亞出生，為家中四名孩子中的幼子。他18個月大時父親帕特（Pat）去世，養家重任落在母親愛麗斯（Alice）身上。愛麗斯於沙尼治區政府辦公室工作，直至她退休為止。
賀謹的中學生涯在沙尼治的雷諾士中學（Reynolds High School）渡過，畢業前曾任該校的學生會主席。為了存錢上大學，他當了數份兼職工，包括送報紙、駕貨車送貨和當侍應生，並曾在卑詩省中部海岸小鎮海洋瀑布（Ocean Falls）一家紙漿廠工作。他到安大略省彼得堡的特倫特大學修讀歷史和加拿大研究學，並在此結識艾莉（Ellie）。他於1983年從該校取得文學士學位，再於1984年和艾莉結婚，其後到澳洲的悉尼大學深造，於1986年從該校取得歷史系碩士學位；兩人返加後育有兩名兒子。
賀謹返加後於渥太華先後擔任聯邦新民主黨藉國會眾議院議員占·曼利（Jim Manly）和蓮·亨特（Lynn Hunter）的助理，後於1991年返回維多利亞擔任卑詩新民主黨藉省政府內閣廳長大衛·澤因赫特（David Zirnhelt）的助理。他於往後年間出任省政府內不同職務，到1999年獲任為省長苗禮義的幕僚長。他隨後轉任省政府財政廳助理副廳長，專責能源項目。卑詩新民主黨於2001年省選大敗後，賀謹離開省政府並參與創辦顧問公司。

## 從政
卑詩渡輪公司於2004年計劃將造船合約判給一家德國船廠；賀謹收看相關電視新聞報道時表現激動，被他兒子的朋友詢問何解時答稱卑詩渡輪的造船計劃應留在該省，為當地創造就業機會。該友人再問賀謹：「就此你會做甚麼呢？」賀謹遂生參選省議員的念頭。他於同年贏取馬拉哈特—胡安德富卡選區（Malahat-Juan de Fuca）的卑詩新民主黨候選人提名，再於2005年省選贏取該議席，首度晉身省議會。
新民主黨為該屆省議會的官方反對黨，而賀謹則獲任影子內閣教育評議員，期間批評執政卑詩自由黨立法通過公校教師新合約而非繼續與教師公會談判，指此舉猶如「火上加油」。他於2006年6月調任能源、礦務及石油資源評議員。隨著汽油價格於2007年初急漲，他在省議會以私人草案方式提出《零售石油消費者保障法案》，當中倡議將汽油價格如電費和天然氣費用般納入卑詩公用事務委員會的管轄範圍，並獲1萬8千人簽名支持。
他於2008年確診罹患膀胱癌，並進行手術切除腫瘤。
2009年省選，賀謹在改組而成的胡安德富卡選區參選成功，重返省議會並繼續擔任在野新民主黨的能源及礦務評議員。2010年末，新民主黨黨員就黨魁詹嘉路的表現出現分歧，期間賀謹繼續支持詹嘉路。詹嘉路辭任黨魁後，賀謹於2011年1月宣布角逐該職，期間他的支持度低於狄德安和范和富。黨魁選舉於同年4月舉行，賀謹在第二輪投票獲得最少票數而出局，而狄德安則在第三輪投票壓倒范和富當選黨魁；狄德安其後再度委派賀謹為新民主黨的能源及礦務評議員，並任命賀謹為省議會反對黨首席議員。
2013年省選，賀謹在胡安德富卡選區順利連任省議員，但新民主黨卻失掉選前優勢，無緣上台執政。狄德安於同年9月18日宣佈辭去黨魁職位，賀謹和范和富皆被視為繼任熱門人選，但賀謹則於同年10月宣布不會角逐黨魁，並冀望較年輕的黨員會考慮參選。到了2014年初，范和富仍為唯一一位已確認有意參選黨魁的黨員，賀謹遂被其他黨員游說改變初衷，並於同年3月17日宣布角逐黨魁，一星期内獲15名新民主黨省議員支持。賀謹再於4月初獲三名代表三聯市選區的新民主黨省議員支持，促使同樣來自三聯市的范和富宣布棄選，賀謹遂成為唯一黨魁候選人。隨著黨魁選舉於5月1日截止報名，賀謹亦自動當選成為新任黨魁，並委任范和富為省議會反對黨首席議員。

## 省長生涯
2017年省選，賀謹在改組而成的蘭福德—胡安德富卡選區（Langford-Juan de Fuca）當選省議員。該屆省選後無一政黨持有多數地位，賀謹領導下的新民主黨於同年5月29日與卑詩綠黨達成協議，讓新民主黨在綠黨的支持下於該屆省議會以少數政府姿態執政。賀謹於同年6月29日在省議會向卑詩自由黨政府提出不信任動議，以44-42票通過，自由黨遂失去執政地位，該黨黨魁簡蕙芝亦辭任省長。卑詩省省督古桑（Judith Guichon）隨後邀請賀謹籌組政府，賀謹於同年7月18日宣誓就任為第36任卑詩省省長。
2020年卑詩省政府應對冠狀病毒疫情表現大致獲省民認同，民調顯示賀謹的支持度高於國内其他省長，而新民主黨民望亦遠高於自由黨，外界因此推測賀謹可能會將原定於2021年10月舉行的省選提早進行。他於2020年9月21日宣布請示省督奧斯汀（Janet Austin）解散省議會，並提早至同年10月24日舉行省選。新民主黨在該屆省選贏取57席，自1996年省選後首次以多數政府姿態執政，並獲取該黨成立以來的最大得票率；賀謹則成為首位連續出任兩屆省長任期的新民主黨黨魁。
賀謹於2021年10月28日表示發現喉嚨長有腫塊，並於翌日進行手術切除，為謹慎起見而委派范和富出任懸空近一年的副省長職務。腫塊經化驗後，賀謹確診罹患咽喉癌並需接受放射性治療。他預期會全面康復，並謂會繼續履行省長職務，但部分場合則委派范和富或其他內閣廳長代為出席。儘管已康復，他仍於2022年6月28日宣布辭任省長和新民主黨黨魁職務，但留任至該黨選出新黨魁為止。尹大衛於同年10月自動當選黨魁，同年11月18日宣誓就任省長，賀謹隨之卸任。
他再於2023年2月宣布辭去省議員職務，同年3月31日正式卸任並告別政壇。

## 駐德大使
2023年11月1日，總理賈斯汀·杜魯多宣布委派賀謹出任加拿大駐德國大使，他于同年12月8日就任，任內去世。

## 外部連結
- MLA: John Horgan （页面存档备份，存于）－第41屆卑詩省議會 賀謹議員簡介